# Amphoe Kae Dam
Kae Dam (thailandese:แกดำ, kɛ̄ː dām) è un distretto (amphoe) nella parte orientale della provincia di Maha Sarakham, Thailandia del Nordest.

## Geografia fisica
I distretti confinanti sono (a partire dal sud, in senso orario) Wapi Pathum ed Mueang Maha Sarakham della provincia di Maha Sarakham, e Si Somdet della Provincia di Roi Et.

## Storia
Il distretto minore (amphoe) è stato creato il 3 gennaio 1977, quando i tre tambon, Kae Dam, Nong Kung, e Mitthrap si sono separati dall'Amphoe Maha Sarakham. È diventato distretto a tutti gli effetti il 1º gennaio 1988.

## Amministrazione
Il distretto è diviso in cinque subdistretti (tambon), divisi a loro volta in 89 villaggi (muban). Kae Dam è un municipio di subdistretto (thesaban) che copre parte dei tambon di Kae Dam. 
| No. | Nome        | Nome thailandese | Villaggi | Pop.  |  |
| --- | ----------- | ---------------- | -------- | ----- |  |
| 1.  | Kae Dam     | แกดำ             | 18       | 8,708 |  |
| 2.  | Wang Saeng  | วังแสง            | 20       | 5,703 |  |
| 3.  | Mittraphap  | มิตรภาพ           | 21       | 6,781 |  |
| 4.  | Nong Kung   | หนองกุง           | 16       | 4,181 |  |
| 5.  | Non Phi Ban | โนนภิบาล          | 14       | 3,845 |  |